# Tipula bicolorata
Tipula bicolorata är en tvåvingeart som beskrevs av Alexander 1938. Tipula bicolorata ingår i släktet Tipula och familjen storharkrankar. Inga underarter finns listade i Catalogue of Life.